# Граф Діка
Граф Діка — це 3-регулярний граф з 32 вершинами і 48 ребрами, названий на честь Вальтера фон Діка.
Граф є гамільтоновим графом з 120 різними гамільтоновими циклами. Його хроматичне число дорівнює 2, хроматичний індекс дорівнює 3, його радіус дорівнює 5, діаметр дорівнює 5 і обхват дорівнює 6. Він є також 3-вершинно-зв'язним і 3-реберно-зв'язним.
Граф Діка є тороідальним, і двоїстий граф його тороїдального вкладення — це граф Шрікханде, суворо регулярний симетричний гамільтонів граф.

## Алгебраїчні властивості
Група автоморфізмів графу Діка — це група порядку 192. Вона діє транзитивно на вершини і ребра графу. Таким чином, граф Діка є симетричним. Він має автоморфізм, які переводять будь-яку вершину в будь-яку іншу вершину і будь-яке ребро в будь-яке інше ребро. У списку Фостера граф Діка, позначений як F32A, є єдиним кубічним симетричним графом з 32 вершинами.
Характеристичний многочлен графу Діка дорівнює (х-3)(х-1)^9 (x+1)^9 (x+3)(x*x-5)^6 .

## Карта Діка
Граф Діка є кістяком симетричного паркету поверхні третього роду з дванадцяти восьмикутників, відомого як карта Діка або Паркет Діка. Двоїстий граф цього паркету є повним тридольним графом K4,4,4.

## Галерея

Альтернативне зображення графу Діка
Хроматичне число графу Діка дорівнює 2
Хроматичний індекс графу Діка дорівнює 3